# Organische Polysulfide

Allgemeine Struktur der organischen Polysulfide. Häufige Vertreter sind Trisulfide mit n = 1 und Tetrasulfide mit n = 2

Organische Polysulfide sind eine Stoffgruppe der organischen Chemie, deren Vertreter als Strukturelement eine Kette von drei oder mehr Schwefelatomen enthalten. Dazu gehören die Trisulfide mit einer Kette aus drei Schwefelatomen, die Tetrasulfide mit vier, sowie einige Verbindungen, die Ketten aus noch mehr Schwefelatomen aufweisen. Im weiteren Sinne gehören alle Verbindungen mit S-S-Bindungen dazu, also auch die Disulfide.

## Vorkommen
Diverse Naturstoffe mit einer Polysulfid-Einheit kommen in Lebewesen vor, wobei Trisulfide und Tetrasulfide am häufigsten sind. Ihre biologische Bedeutung liegt möglicherweise in der Speicherung von Schwefel und der Freisetzung von Schwefelwasserstoff, der wiederum verschiedene biologische Effekte ausübt, insbesondere in der posttranslationalen Modifikation von Proteinen.

### Lineare Polysulfide
Diverse Polysulfide kommen in Knoblauch und anderen Allium-Arten vor. Dazu gehören beispielsweise die Diallylpolysulfide aus Knoblauchöl, die bis zu sieben Schwefelatome aufweisen. Das ätherische Öl aus Blättern und Blüten von Mansoa alliacea besteht fast vollständig aus Diallyldisulfid, Diallyltrisulfid und Diallyltetrasulfid. Beim Kalebassenbaum und das Kaktusart Pilosocereus colombianus (Gattung Pilosocereus) kommen Dimethyltrisulfid und Dimethyltetrasulfid vor. Diese Pflanzen werden von Fledermäusen bestäubt und die Schwefelverbindungen dienen vermutlich als Lockstoffe. In Extrakten aus Asant kommen diverse Polysulfide vor, insbesondere größere Mengen Di-sec-butyltrisulfid. Helicodiceros muscivorus (Aroideae) ist eine Pflanze, die auf einigen Mittelmeer-Inseln vorkommt und durch Fliegen bestäubt wird, die sie mit einem imitierten Verwesungsgeruch anlockt. Der Geruch wird durch Schwefelverbindungen verursacht, zu denen auch Dimethyltrisulfid gehört.

### Cyclische Polysulfide
Zu den cyclischen Polysulfiden gehört das Lenthionin, das eine Aromakomponente von Shiitake-Pilzen ist. Es handelt sich strukturell um einen Siebenring, der aus einer Disulfid-Einheit, einer Trisulfid-Einheit und zwei Methylengruppen besteht. Ähnliche Verbindungen kommen auch in den Bohnen von Parkia speciosa und in Spargel vor.
Varacin, das zuerst aus der Seescheide Lissoclinum vareau isoliert wurde, weist eine Pentasulfidkette an einem Benzolring auf. Inzwischen sind weitere Verbindungen bekannt, die mit dem Varacin strukturell eng verwandt sind, beispielsweise die Lissoclinotoxine.

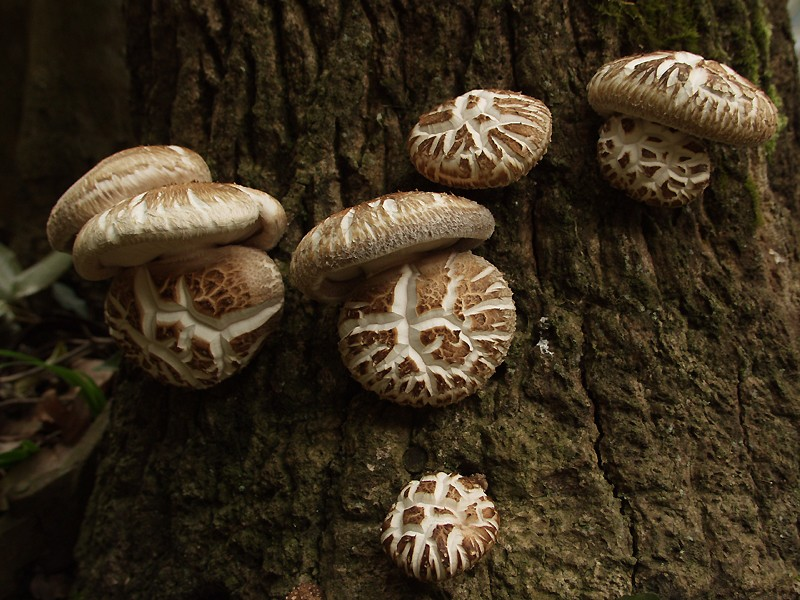
Shiitake-Pilze
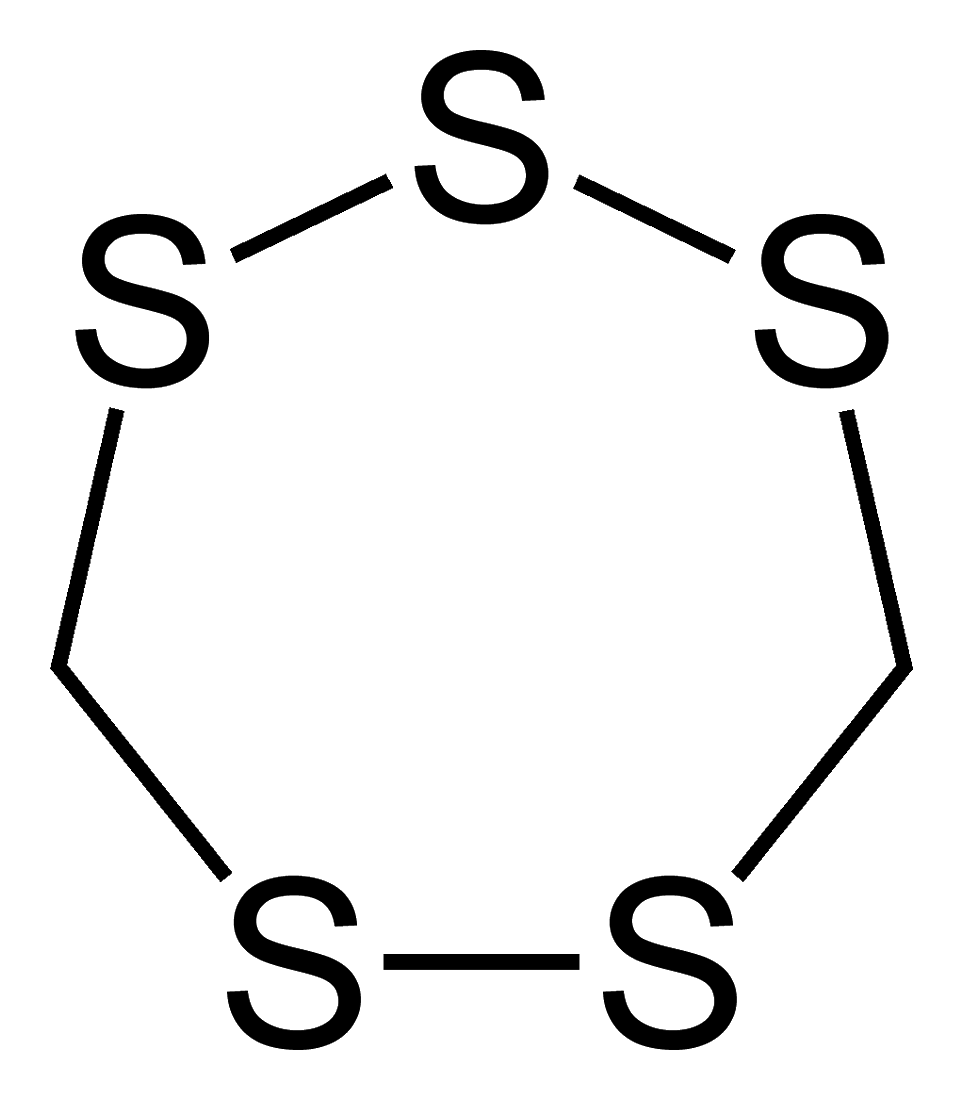
Lenthionin
Varacin

### Verbrückte Polysulfide
In diversen Spezies von Pilzen kommen Diketopiperazine vor, die mit einer Polysulfid-Kette verbrückt sind. Dazu gehören einige Vertreter der Sporidesmine aus Pithomyces chartarum. In einigen Pilzen wie Aspergillus fumigatus kommt neben dem Disulfid Gliotoxin auch ein Analogon mit einer Trisulfid-Einheit vor. Ein Pilz der Gattung Leptosphaeria, der auf einer Golftang-Art lebt, produziert die Leptosine. Diese sind komplexe Moleküle mit jeweils zwei verbrückten Diketopiperazin-Einheiten. Die Schwefelbrücken treten in verschiedenen Kombinationen mit Disulfid-, Trisulfid- und Tetrasulfid-Einheiten auf. Eine weitere Verbindung mit Trisulfid-Brücke ist das Luteoalbusin B aus Acrostalagmus luteoalbus.

### Endiin-Verbindungen

Teilstruktur der Calicheamicine mit Endiin-Struktur und Methyltrisulfid-Einheit

Eine biologisch relevante Gruppe von Naturstoffen mit einer Trisulfid-Einheit sind die Endiin-Antibiotika. Die Trisulfid-Einheiten sind mitverantwortlich für deren biologische Aktivität: Durch Reaktion mit einem Nucleophil kann die Trisulfid-Einheit zerfallen und der freiwerdende Thiol kann durch intramolekularen Angriff einen Ring bilden. Durch die erhöhte Ringspannung kann die Endiin-Einheit in einer Bergmann-Cyclisierung ein Diradikal bilden, das DNA-Strangbrüche verursachen kann. Verbindungen die zu dieser Stoffgruppe gehören sind die Calicheamicine, die Esperamicine, die Shishijimicine und das Namenamicin.

## Herstellung
Trisulfide können durch Reaktion einer Disulfidchlorid-Verbindung (-SSCl) mit einem Thiol (-SH) hergestellt werden. Eine andere Methode ist die Reaktion eines Hydrodisulfids (-SSH) mit einem Sulfenylchlorid (-SCl).
Eine neuere Synthesemethode für organische Polysulfide basiert auf einer elektrochemischen Insertion von Schwefelatomen aus molekularem Schwefel (S8) in Dichlormethan. Als Edukte dienen Disulfide oder Thiole. Dabei entsteht ein Gemisch von Polysulfiden mit unterschiedlichen Anzahlen von Schwefelatomen. Ein Zusatz von 10 % Kohlenstoffdisulfid als Kosolvenz erhöht den Umsatz verringert die Diversität in Richtung eines deutlichen Maximums bei den gebildeten Mengen an Trisulfiden und Tetrasulfiden. Als Edukte wurde Dibutyldisulfid beziehungsweise 2 Äquivalente Butanthiol eingesetzt, aber auch Diphenyldisulfid und andere Thiole und Disulfide.
In einer Synthese des Luteoalbusin B wurde die Trisulfidbrücke mittels Chlor(trityl)disulfan aufgebaut. In einer Totalsynthese des Shishijimicin A wurde die Methyltrisulfid-Gruppe mittels N-(Methyldithio)phthalimid aufgebaut. Diese Verbindung wurde ebenfalls in einer Totalsynthese des Namenamicins verwendet. Lenthionin wurde durch Umsetzung von Dichlormethan oder Formaldehyd mit Natriumpolysulfid hergestellt.
Polysulfid-Polymere werden hergestellt, indem eine Dichlor-Verbindung, beispielsweise Bis(2-chlorethoxy)methan mit Natriumpolysulfid polymerisiert wird. Um verzweigte Polymere zu erhalten, kann 1,2,3-Trichlorpropan zugesetzt werden.

## Verwendung
Organischer Polysulfide werden als Kathodenmaterial beziehungsweise Zusatz in Lithium-Schwefel-Akkumulatoren erforscht, da sie möglicherweise eine höhere Energiedichte erzielen können. Dazu gehören beispielsweise Dimethyltrisulfid und Diphenyltrisulfid.

## Externe Links zu erwähnten Verbindungen
1. ↑  Externe Identifikatoren von bzw. Datenbank-Links zu Di-sec-butyltrisulfid:  CAS-Nr.: 5943-32-8, PubChem: 12550512, Wikidata: Q105345361.
2. ↑  Externe Identifikatoren von bzw. Datenbank-Links zu Namenamicin:  CAS-Nr.: 184349-17-5, PubChem: 100959759, Wikidata: Q105216677.
3. ↑  Externe Identifikatoren von bzw. Datenbank-Links zu Chlor(trityl)disulfan:  CAS-Nr.: 35572-83-9, EG-Nr.: 624-450-8, ECHA-InfoCard: 100.153.040, PubChem: 5086630, ChemSpider: 4262805, Wikidata: Q130466478.
4. ↑  Externe Identifikatoren von bzw. Datenbank-Links zu Natriumpolysulfid:  CAS-Nr.: 1344-08-7, EG-Nr.: 215-686-9, ECHA-InfoCard: 100.014.261, GESTIS: 3470, Wikidata: Q1186332.
5. ↑  Externe Identifikatoren von bzw. Datenbank-Links zu Bis(2-chlorethoxy)methan:  CAS-Nr.: 111-91-1, EG-Nr.: 203-920-2, ECHA-InfoCard: 100.003.564, GESTIS: 101784, PubChem: 8147, ChemSpider: 7855, Wikidata: Q27260978.
6. ↑  Externe Identifikatoren von bzw. Datenbank-Links zu Diphenyltrisulfid:  CAS-Nr.: 20057-88-9, PubChem: 12275531, Wikidata: Q82321114.